# Carmelo Ortega
Juan Carmelo Ortega Miranda (Bejucal, 16 luglio 1938 – L'Avana, 12 giugno 2016) è stato un allenatore di pallacanestro cubano.

## Carriera
Alla guida di Cuba ha vinto la medaglia di bronzo ai Giochi olimpici del 1972, raggiungendo pertanto il miglior piazzamento nella storia della Nazionale. Ha conquistato il terzo posto anche ai Giochi panamericani 1971.